# Queorema
Queorema (Qeorema, Queo-Rema) ist eine osttimoresische Aldeia im Suco Nuno-Mogue (Verwaltungsamt Hatu-Builico, Gemeinde Ainaro). 2015 lebten in der Aldeia 206 Menschen.

## Geographie und Einrichtungen
Die Aldeia Queorema liegt im Norden von Nuno-Mogue. Nordwestlich befindet sich die Aldeia Laqueco. Im Westen, Süden und Osten wird Queorema vom Suco Mulo umrahmt. Im Norden grenzt Queorema an das Verwaltungsamt Maubisse mit seinen Sucos Liurai und Horai-Quic.
Abgesehen von einem Stück im Südwesten befindet sich die Aldeia in einer Meereshöhe von über 2000 m. Das Zentrum des Ortes Queorema liegt an der Westgrenze. Durch die Siedlung führt die Straße, von Hatu-Builico, dem Hauptort des Verwaltungsamtes im Südosten zur Stadt Maubisse im Norden. Nach Osten hin liegen zahlreiche Häuser verstreut. Im äußersten Osten befindet sich der Weiler Airema.
Im Zentrum des Ortes Queorema steht eine Grundschule.